# .327 Federal Magnum
La munition de .327 Federal est une version plus puissante du .32 H&R Magnum commercialisé depuis 2008 pour le revolver de défense personnelle Ruger SP 101.

## Dimensions
- Diamètre de la balle : 7,9 mm (.312 pouce)
- Longueur de la douille : 30 mm

## Balistique indicative
- Type de la munition : balle blindée à pointe creuse
- Masse de la balle : 5,5  à   7,5 g
- Vitesse initiale : 400–430 m/s
- Énergie initiale : 584-590 joules